# Torrent de l'Arç (Calonge)
El Torrent de l'Arç és un afluent per l'esquerra del Llobregós.
Neix al terme de Calonge de Segarra, al nord d'Aleny i desguassa sota d'Enfesta.